# Difetto (geometria)
In geometria, il difetto di un vertice di un poliedro è la quantità che manca alla somma degli angoli delle facce intorno al vertice per formare un angolo giro.
Se la somma degli angoli supera l'angolo giro, come succede per molti (non tutti) poliedri non convessi, allora il difetto è negativo. Se un poliedro è convesso, allora i difetti di tutti i suoi vertici sono positivi.
Il teorema di Cartesio asserisce che la somma dei difetti dei vertici di un poliedro è sempre {\displaystyle 4\pi }.
Il concetto di difetto si estende alle dimensioni superiori come la quantità di cui la somma degli iperangoli delle iperfacce in un vertice di un politopo ha bisogno per arrivare all'angolo giro.

## Esempi
Il calcolo del difetto in un solido platonico è semplice. Ad esempio, su ogni vertice del dodecaedro incidono 3 pentagoni regolari. Ciascuno di questi contribuisce con 108°. Il difetto è quindi 360° − (108° + 108° + 108°) = 36°.
| Tipo       | Numero di vertici | Facce su ogni vertice        | Difetto di ogni vertice        | Difetto totale        |
| ---------- | ----------------- | ---------------------------- | ------------------------------ | --------------------- |
| tetraedro  | 4                 | Tre triangoli equilateri     | {\displaystyle \pi }           | {\displaystyle 4\pi } |
| ottaedro   | 6                 | Quattro triangoli equilateri | {\displaystyle {2\pi \over 3}} | {\displaystyle 4\pi } |
| cubo       | 8                 | Tre quadrati                 | {\displaystyle {\pi \over 2}}  | {\displaystyle 4\pi } |
| icosaedro  | 12                | Cinque triangoli equilateri  | {\displaystyle {\pi \over 3}}  | {\displaystyle 4\pi } |
| dodecaedro | 20                | Tre pentagoni regolari       | {\displaystyle {\pi \over 5}}  | {\displaystyle 4\pi } |

## Teorema di Cartesio
Il teorema di Cartesio asserisce che la somma dei difetti dei vertici di un poliedro è sempre {\displaystyle 4\pi }, cioè 720°. Affinché valga questo risultato, non è necessario che il poliedro sia convesso. È però necessario che sia un ordinario poliedro "senza buchi": il suo bordo deve essere omeomorfo ad una sfera (e non a superfici più complicate, come ad esempio il toro).
Il teorema di Cartesio può essere interpretato come un caso particolare del teorema di Gauss-Bonnet, che mette in relazione l'integrale della curvatura gaussiana {\displaystyle K} di una superficie {\displaystyle S} con la sua caratteristica di Eulero {\displaystyle \chi } tramite la formula
{\displaystyle \int _{S}K=2\pi \chi \,\!.}

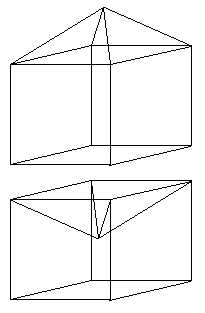
Poliedri con difetti positivi

In questo contesto, la superficie è il bordo del poliedro, la sua curvatura gaussiana nei punti interni delle facce è zero perché queste sono piatte, ed è zero anche nei punti interni degli spigoli perché è possibile con un movimento rigido spostare localmente le due facce adiacenti in modo da giacere sullo stesso piano. Operazione che non è invece generalmente possibile ai vertici: in questi vi è infatti una curvatura pari proprio al difetto. L'integrale della curvatura in questo caso si riduce quindi ad una somma di difetti, e notando che la sfera ha {\displaystyle \chi =2} si ottiene proprio che la somma dei difetti è {\displaystyle 4\pi }.

## Difetto di poliedri non convessi
Un poliedro convesso ha difetti ovunque positivi. L'asserzione opposta è però falsa: un poliedro con difetti ovunque positivi non è necessariamente convesso. Ad esempio, nelle figure accanto: la figura superiore (ottenuta posizionando una piramide quadrata sopra un cubo) è convessa ed ha quindi difetti tutti positivi. La figura inferiore non è convessa, ma l'unico vertice non convesso ha lo stesso difetto del vertice della piramide presente nella figura superiore.